# Warner Bros. Discovery Italia
Warner Bros. Discovery Italia S.r.l. è una società italiana di proprietà di Warner Bros. Discovery EMEA, parte del gruppo Warner Bros. Discovery International (divisione internazionale di Warner Bros. Discovery).
Possiede quindici canali, distribuiti tra digitale terrestre e satellite (Tivùsat), oltre al servizio OTT Discovery+.
L'amministratore delegato è Alessandro Araimo. La concessionaria interna che si occupa della raccolta pubblicitaria è Discovery Media, fondata nel 2012.
La sede legale e direzionale si trova a Milano in via Visconti di Modrone, 11. La sede secondaria è a Roma in via Rubicone, 11.

## Storia

### Nascita

Logo della Discovery Italia utilizzato fino al 2022

Discovery è presente in Italia dal 1997 con il lancio della rete ammiraglia del gruppo Discovery Channel.
Nel 2003, in occasione della nascita di Sky Italia, il gruppo amplia la propria offerta con tre canali: Discovery Science, Discovery Travel & Living e Discovery Civilisation; a questi seguiranno Animal Planet e Discovery Real Time nel 2005 e il simulcast in alta definizione di Discovery Channel nel 2009.
Nel 2004 viene stretto un accordo con Publikompass per la raccolta pubblicitaria e la vendita degli spazi pubblicitari agli inserzionisti, che sarà esteso alla fine del 2011 fino alla decisione di gestirla internamente attraverso Discovery Media Smart Advertising.
A partire dal 2009, ha sede a Milano il "Creative Hub" relativo alle attività dei canali del gruppo presenti Sud Europa, in particolare per la gestione della programmazione, la produzione e il marketing di quelli presenti in Italia, Francia, Spagna e Portogallo.

### Anni 2010
Dal 1º settembre 2010 Discovery Real Time, già canale satellitare a pagamento, diventa disponibile gratuitamente anche sul digitale terrestre, divenendo così il primo canale del gruppo a essere visibile in chiaro; per l'occasione cambia nome in Real Time. Due mesi dopo, l'8 novembre, viene aggiunta la versione timeshift Real Time +1 su Sky al canale 125.
Il 1º marzo 2011 il gruppo sbarca anche su Mediaset Premium con Discovery World (già Discovery Civilisation), mentre dal 10 novembre, tra i canali in chiaro, debutta DMAX, indirizzato a un pubblico maschile e trasmesso sul digitale terrestre e su Sky, rispettivamente ai canali 52 e 140.
Dal 1º febbraio 2012 Real Time trasmette anche in HD su Sky al canale 124. Dal 17 dicembre seguente DMAX arriva anche su Tivùsat al canale 28, mentre su Sky si sposta al canale 808.
Il 14 gennaio 2013 Discovery acquisisce l'editore indipendente Switchover Media: di conseguenza passano nel gruppo i canali K2, Frisbee, GXT, Focus e Giallo. Nove mesi dopo, il gruppo acquista i diritti del Sei Nazioni di rugby per i successivi quattro anni, i cui match vanno in onda su DMAX.
Dal 9 aprile 2014 viene effettuata una riorganizzazione dei canali su Sky, in vista dell'arrivo dei canali acquisiti l'anno prima: DMAX si sposta al canale 136 e lancia la versione timeshift +1 al numero 137, mentre Giallo e Focus si posizionano rispettivamente ai canali 144 e 418. Le versioni HD e +1 di Real Time, invece, si trasferiscono ai canali 131 e 132.
Dal 7 novembre 2014 DMAX inizia a trasmettere anche in HD sulla piattaforma Sky Italia al canale 136.
Il 1º gennaio 2015 GXT termina definitivamente le proprie trasmissioni e il 23 gennaio successivo Discovery acquista dal Gruppo Editoriale L'Espresso la posizione 9 del digitale terrestre, su cui si trova Deejay TV, che da quel momento sarà considerato una joint venture tra i due gruppi.
Il 6 febbraio, in occasione del debutto su DMAX del Sei Nazioni di rugby, il gruppo implementa una nuova identità grafica per i propri canali, consistente in un promo riepilogativo con i programmi previsti nella prima serata e in una veste grafica unificata per i loghi dei canali in chiaro, che da questa data aggiungono, accanto al proprio logo, la D identificativa di Discovery per sottolineare l'appartenenza allo stesso gruppo.
Il 16 giugno nasce Dplay, servizio OTT gratuito con un ampio catalogo di programmi provenienti dai canali del gruppo, alcuni dei quali trasmessi anche in diretta.
Dal 23 luglio Focus e Giallo diventano disponibili anche su Tivùsat, rispettivamente ai canali 56 e 38.
Il 3 ottobre 2016 Deejay TV cambia nome in Nove, eliminando ogni riferimento al Gruppo Editoriale L'Espresso.
Dal 1º gennaio 2017 Discovery Communications ed Eurosport acquisiscono i diritti multimediali esclusivi per 50 Paesi e territori in Europa per le edizioni dei Giochi olimpici dal 2018 al 2024, grazie a un accordo annunciato insieme al Comitato Olimpico Internazionale.
Dal 5 gennaio, Nove diventa visibile anche in HD sul digitale terrestre al canale 509, mentre su Tivùsat viene aggiunto dal 27 febbraio successivo al canale 9 e su Sky dal 1º marzo al numero 140.
Nel 2018 Discovery Communications acquisisce Scripps Networks Interactive.
Il 29 aprile 2018, in seguito a un mancato rinnovo contrattuale con Mondadori per l'utilizzo del marchio, Focus viene sostituito da Motor Trend; il canale riprende le trasmissioni il 17 maggio al canale 35 sotto la gestione Mediaset.
Dal 4 giugno le versioni HD e +1 di DMAX si spostano ai canali 140 e 141 di Sky.
Dal 2 luglio Discovery Media cura la raccolta pubblicitaria del canale Food Network, appartenente al gruppo Scripps Networks Interactive, per il quale dal 2 settembre viene ufficializzato il passaggio a Discovery Italia.
Il 26 ottobre la versione HD del Nove viene eliminata sul digitale terrestre, rimanendo visibile solo via satellite.
Dal 2 gennaio 2019 su Sky, le versioni HD e +1 di Real Time si spostano ai canali 160 e 161, mentre quelli di DMAX ai canali 170 e 171. Di conseguenza Giallo si sposta al canale 167.
Il 1º febbraio terminano le trasmissioni di Discovery Travel & Living su Sky a causa di un mancato rinnovo del contratto; parte della programmazione delle due reti viene distribuita tra i canali del gruppo.
Il 28 febbraio Eurosport 1 e Eurosport 2 escono da Mediaset Premium, continuando a trasmettere su Sky mentre Investigation Discovery termina definitivamente le proprie trasmissioni.
Dal 1º marzo successivo, le versioni in alta definizione di Real Time e DMAX debuttano su Tivùsat in sostituzione di quelle standard, mentre le versioni timeshift +1 mantengono le posizioni 128 e 131. Lo stesso giorno, tornano sulla piattaforma K2 e Frisbee rispettivamente ai canali 46 e 44. Inoltre dal 1º aprile si aggiungono anche Food Network, Giallo e Motor Trend, esclusivamente in HD e anche su Sky.
Il 9 aprile debutta in Italia Dplay Plus, sezione a pagamento di Dplay: al suo interno vengono resi disponibili i contenuti di Animal Planet e Investigation Discovery, più la diretta streaming di tutti i canali in chiaro del gruppo.

### Anni 2020
Il 19 dicembre 2019 viene annunciato il lancio della versione italiana di HGTV, avvenuto il 2 febbraio 2020; il canale prende il posto di Motor Trend sulla numerazione 56, che a sua volta si trasferisce al canale 59 in sostituzione di Alpha.
Dall'aprile 2020 i loghi dei canali in chiaro del gruppo diventano monocromatici (fatta eccezione per K2 e Frisbee), mentre la D viene estesa all'intero logo Discovery. Il processo inizia il 10 aprile con Giallo e Real Time, per poi proseguire il 16 con Motor Trend, K2 e Frisbee, il 21 con DMAX e Nove e infine il 24 con Food Network e HGTV. Le scritte in sovraimpressione, invece, vengono rimpicciolite e riposizionate accanto al logo Discovery.
Il 24 giugno viene annunciato il passaggio della WWE da Sky a Discovery: l'accordo prevede che dal 6 luglio siano visibili in diretta streaming su Dplay Plus gli incontri di Raw, SmackDown, NXT, Bottom Line e Afterburn in lingua originale e dal 13 luglio su DMAX con commento in italiano di Luca Franchini, Michele Posa e Manuel Palmisano.
Il 9 settembre chiudono, sul satellite, le versioni in definizione standard dei canali Discovery Science e Discovery Channel, rimanendo visibili esclusivamente in HD. La versione standard di quest'ultimo resta comunque disponibile su Sky Go fino al 25 marzo 2021. Alcuni giorni dopo, il 14 settembre, le versioni standard di Eurosport 1 ed Eurosport 2 vengono sostituite da quelle in HD anche su Sky Go. Dal 12 novembre HGTV trasmette anche in HD su Dplay.
Dal 26 novembre sul satellite, K2 e Frisbee trasmettono esclusivamente in MPEG-4. Dal 1º dicembre, il Nove trasmette esclusivamente in HD, mentre cessano le trasmissioni dei timeshift di Real Time e DMAX.
Dal 5 gennaio 2021 arriva in Italia Discovery+, servizio streaming che va a rimpiazzare Dplay, con contenuti provenienti dai canali del gruppo e produzioni originali.
Il 12 gennaio HGTV sbarca anche sul satellite, esclusivamente in HD ai canali 417 di Sky e 56 di Tivùsat (di conseguenza Motor Trend HD si sposta, su quest'ultima piattaforma, al canale 57).
Il 1º luglio successivo, in seguito alla riorganizzazione delle numerazioni LCN su Sky, le emittenti Food Network, HGTV, Motor Trend, Discovery Channel e Discovery Science si trasferiscono rispettivamente ai canali 417, 418, 419, 405, 406 (+1) e 413. Discovery Science ha poi cessato le proprie trasmissioni il 1º marzo 2022.
Dall'8 marzo 2022 i canali in chiaro del gruppo iniziano a trasmettere in alta definizione anche sul digitale terrestre, andando a sostituire le rispettive versioni in definizione standard; solo K2 e Frisbee continuano a trasmettere in SD ma solo tramite lo standard di codifica MPEG-4.
L'8 aprile 2022 Discovery si fonde con WarnerMedia, dando vita alla nuova società Warner Bros. Discovery, destinata a espandersi anche in Italia entro il 2023. A tale novità si adeguano, a partire dal 6 giugno 2022, anche le luminose dei canali gratuiti, tornate in parte colorate e recanti il nuovo marchio in luogo di quello di Discovery Italia.
Il 30 settembre 2022 chiude definitivamente la versione SD di Nove.
Il 30 ottobre 2022 debutta Warner TV, primo canale del gruppo dopo la fusione tra WarnerMedia e Discovery; l'emittente si posiziona alle LCN 37 e 537 del digitale terrestre e 54 di Tivùsat, esclusivamente in HD.
A maggio 2024 viene rinnovato il sito di Discovery Italia, contenente il nuovo nome Warner Bros. Discovery Italia.
Dal 1º luglio 2025 tutti i canali del gruppo non sono più visibili sulla piattaforma Sky.

## Canali televisivi

### Gratuiti
| Logo | Nome         | Data di lancio   | LCN                | LCN     | Streaming  | Streaming |
| Logo | Nome         | Data di lancio   | Digitale terrestre | Tivùsat | Discovery+ | TIMvision |
| ---- | ------------ | ---------------- | ------------------ | ------- | ---------- | --------- |
|      | Nove         | 1º febbraio 2015 | 9, 109, 509 HD     | 9 HD    | Si         | Si        |
|      | Real Time    | 1º ottobre 2005  | 31 HD              | 31 HD   | Si         | Si        |
|      | Food Network | 8 maggio 2017    | 33 HD              | 53 HD   | Si         | Si        |
|      | Warner TV    | 30 ottobre 2022  | 37, 537 HD         | 54 HD   | Si         | Si        |
|      | Giallo       | 14 maggio 2012   | 38 HD              | 38 HD   | Si         | Si        |
|      | K2           | 1º luglio 2009   | 41 SD              | 46 SD   | Si         | Si        |
|      | Frisbee      | 12 giugno 2010   | 44 SD              | 44 SD   | Si         | Si        |
|      | DMAX         | 10 novembre 2011 | 52 HD              | 28 HD   | Si         | Si        |
|      | HGTV         | 2 febbraio 2020  | 56 HD              | 56 HD   | Si         | Si        |
|      | Motor Trend  | 29 aprile 2018   | 59 HD              | 57 HD   | Si         | Si        |

### A pagamento
| Logo | Nome              | Data di lancio    | Streaming  | Streaming | Streaming |
| Logo | Nome              | Data di lancio    | Discovery+ | DAZN      | TIMvision |
| ---- | ----------------- | ----------------- | ---------- | --------- | --------- |
|      | Discovery Channel | 1º settembre 1997 | Si         | No        | No        |
|      | Eurosport 1       | 5 febbraio 1989   | Si         | Si        | Si        |
|      | Eurosport 2       | 10 gennaio 2005   | Si         | Si        | Si        |
|      | Eurosport 360     | —                 | Si         | No        | Si        |